# Auge zeigen

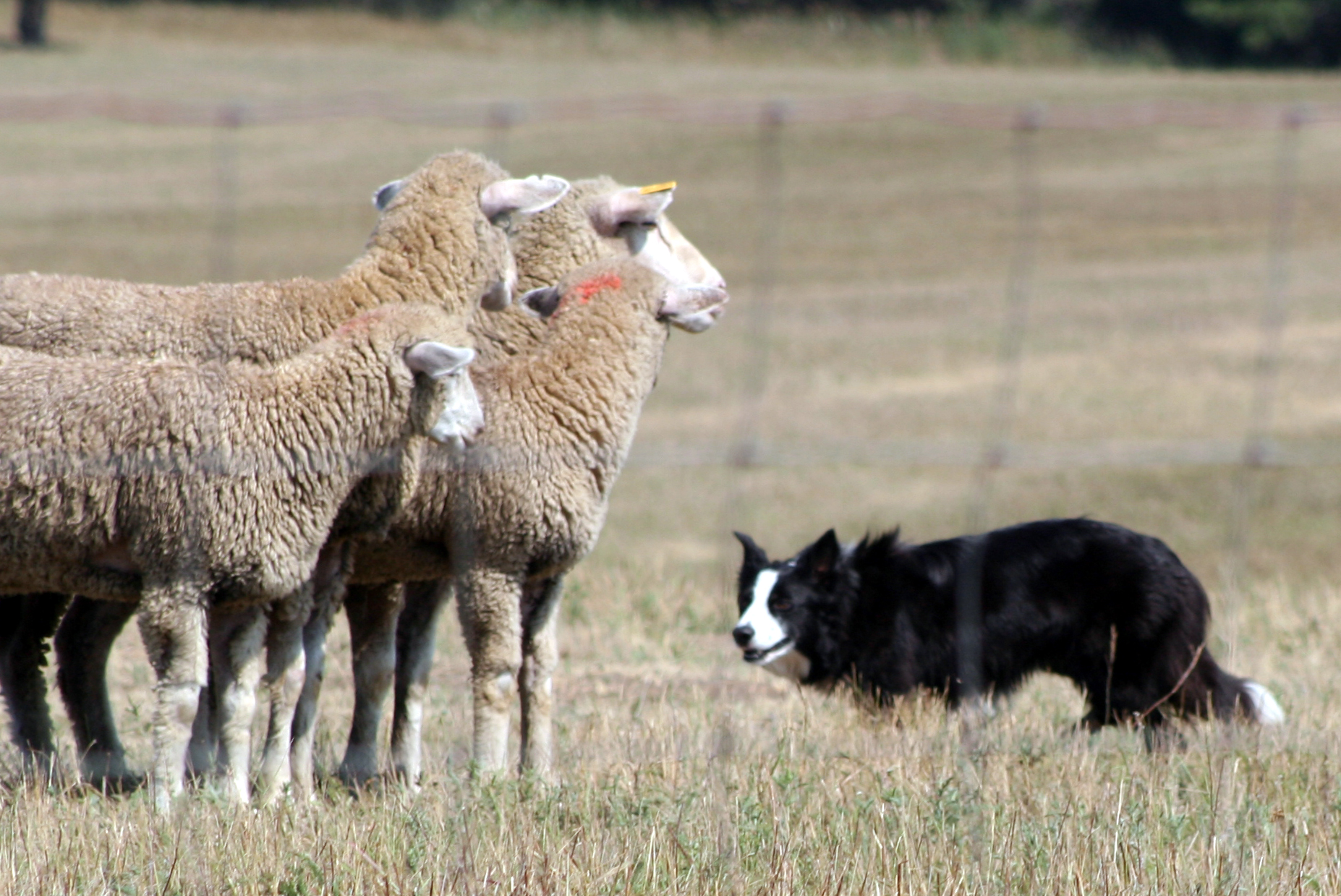
Ein Border Collie hält Blickkontakt mit der Herde

Auge zeigen oder Eying (von englisch eye = Auge und to eye = glotzen, anstarren) ist eine besondere Technik einiger Hütehundrassen, die vom Border Collie abstammen. Sie nutzen dies, um Tiere beim Hüten exakt zu dirigieren.

## Herkunft
Eying nutzt ein bei Raubtieren wie z. B. Katzen und Hunden weit verbreitetes Anstarren des Beutetiers kurz vor dem eigentlichen Angriff. Der Angreifer (also das Raubtier) fokussiert sich dabei auf das Opfer, um die exakte Sprungweite zu ermitteln oder um zu drohen. Um 1850 wurde die erste Erwähnung eying dokumentiert. Experten rätseln jedoch, ob dieses Verhalten zuerst bei einem Welsh Collie oder einem Lowland Collie auftrat. Auf jeden Fall zeigt der Border Collie die extremste Form des „Eying“, aber auch Australian Kelpies und Australian Shepherds sind dafür bekannt.

## Formen des Eying
In der englischen Hütehundekultur wird zwischen unterschiedlichen Arten des Eying unterschieden. Dies sagt jedoch grundsätzlich nichts über die Hütequalitäten des betreffenden Hundes aus, sondern nur über seine individuelle Arbeitsweise. Keine Art des Eying ist also prinzipiell „besser“ als eine andere. Individuelle Hunde sind auch nicht auf einen einzigen Stil festgelegt. Insbesondere „loose-eyed“ Hunde können nach Bedarf etwa zwischen „Medium Eye“ und „Anti Eye“ wechseln.

### Strong Eye
Hunde, die als „strong-eyed“ („starkäugig“) bezeichnet werden, halten intensiven Blickkontakt mit der Herde, das Eyeing ist also stark ausgeprägt. Dabei wird nicht zwingend das Auge der Herdentiere angeschaut, sondern das gesamte Tier beobachtet und jedes Muskelzucken wahrgenommen, etwa wenn das Tier sein Sprunggelenk bewegt, um einen Schritt zu machen. Typisch ist bei solchen Hunden auch ein geduckter Gang oder sogar ein Erstarren inmitten der Bewegung. Dadurch gewinnen sie zwar großen Respekt, können aber bei den gehüteten Tieren auch starken Stress auslösen. Der Extremfall dieser Form ist das „Sticky Eye“, wo die Situation gleichsam einfriert und das Vieh kaum noch bewegt werden kann.
Die Arbeitsweise „Strong Eye“ ist für Border Collies charakteristisch, aber auch bei Australian Kelpies und Australian Shepherds häufig.

### Loose Eye
„Loose-eyed“ („lockeräugige“) Hunde halten keinen permanenten Blickkontakt und zeigen auch nicht den geduckten Gang der strong-eyed-Hunde. „Loose Eye“ ist der Oberbegriff für ein weites Spektrum von Arbeitsweisen, vom „Medium Eye“ (Hund sucht dann bewusst Blickkontakt, wenn er ihn benötigt, und unterbricht ihn anschließend wieder) über „Roving Eye“ (Hund starrt keine einzelnen Tiere an, sondern sucht die gesamte Herde ständig nach Körpersignalen für das bevorstehende Ausbrechen einzelner Tiere ab) bis zum „No Eye“, wo überhaupt kein klarer Eying-Stil mehr erkennbar ist. Viele „loose-eyed“ Hunde wenden den Blick auch häufig bewusst von der Herde ab, um ihr Gelegenheit zur Entspannung zu geben („Anti Eye“).
Loose-Eye-Techniken finden sich zum Beispiel bei Deutschen Schäferhunden, aber auch beim Langhaarcollie.